# Municipio de San Andrés Nuxiño
El municipio de San Andrés Nuxiño es uno de los 570 municipios que conforman al estado mexicano de Oaxaca. Pertenece al distrito de Nochixtlán, dentro de la región mixteca. Su cabecera es la localidad de San Andrés Nuxiño.

## Geografía
El municipio abarca 63.77 km² y se encuentra a una altitud promedio de 1940 m s. n. m., oscilando entre 2600 y 1700 m s. n. m.

## Demografía
De acuerdo al último censo, realizado por el INEGI en 2010, en el municipio habitan 1898 personas, repartidas entre 28 localidades.